# Mark Hunter (remero)
Mark John Hunter (Londres, 1 de julio de 1978) es un deportista británico que compitió en remo.
Participó en tres Juegos Olímpicos de Verano, entre los años 2004 y 2012, obteniendo dos medallas, oro en Pekín 2008 y plata en Londres 2012, en la prueba de doble scull ligero.
Ganó tres medallas en el Campeonato Mundial de Remo entre los años 2007 y 2011.

## Palmarés internacional
| Juegos Olímpicos   | Juegos Olímpicos          | Juegos Olímpicos  | Juegos Olímpicos   |
| Año                | Lugar                     | Medalla           | Prueba             |
| ------------------ | ------------------------- | ----------------- | ------------------ |
| 2008               | Pekín (China)             | Medalla de oro    | Doble scull ligero |
| 2012               | Londres (Reino Unido)     | Medalla de plata  | Doble scull ligero |
| Campeonato Mundial |                           |                   |                    |
| Año                | Lugar                     | Medalla           | Prueba             |
| 2007               | Múnich (Alemania)         | Medalla de bronce | Doble scull ligero |
| 2010               | Cambridge (Nueva Zelanda) | Medalla de oro    | Doble scull ligero |
| 2011               | Bled (Eslovenia)          | Medalla de oro    | Doble scull ligero |